# Stadtbus Detmold
Der Stadtbus Detmold bediente den öffentlichen Personennahverkehr der Kreisstadt Detmold (Kreis Lippe, NRW) mit acht Stadtbuslinien. Auftraggeber ist die Stadtverkehr Detmold GmbH (SVD). Die Linien wurden europaweit ausgeschrieben. Zum 1. Januar 2012 fand ein Betreiberwechsel statt. Die Betreibergesellschaft, ein Zusammenschluss von Karl Köhne (Verkehrsbetriebe Extertal GmbH), Linke Lemgo GmbH, Reisedienst Wellhausen, firmierte unter dem Namen Stadtbus Detmold GmbH. Vorheriger Betreiber war die Busverkehr Ostwestfalen GmbH (BVO).
Die BVO betreibt seit 28. August 2019 wieder den Stadtbus Detmold, in Kooperation mit der Karl Köhne Omnibusbetriebe GmbH, durch eine erneute Europaweite Ausschreibung.
Im Zusammenhang mit der schrittweisen Einführung des Systems ab 1994 konnten die Fahrgastzahlen von ca. 600 000 (1993) auf über 4,2 Mio. mehr als versiebenfacht werden. Rund 6000 Detmolder besitzen Abo-Zeitkarten. Rechnerisch gesehen und zusammen mit den Schülermonatskarten ist jeder neunte Einwohner Inhaber einer Zeitkarte.

## Geschichte
Vor der Gebietsreform von 1970 hatte die Stadt Detmold rund 30.000 Einwohner. Alle größeren Umlandgemeinden wurden damals vom städtischen Nahverkehr bedient. Wichtigster Verkehrsträger war ab 1900 bis zu ihrer Stilllegung 1954 die Straßenbahn Detmold. Als Ersatz entstand ein Stadt- und Überlandbusnetz mit einer Ausdehnung bis Bielefeld, Rinteln, Bad Pyrmont und Paderborn. Die Ende des 19. Jahrhunderts erbaute Bahnstrecke Herford–Himmighausen versorgte zusätzlich die heute zum Stadtgebiet gehörenden Nachbargemeinden Remmighausen und Nienhagen mit einem Nahverkehrsangebot.
Die Eingemeindung von 25 Nachbargemeinden vergrößerte das Stadtgebiet auf heute ca. 129 km² mit 73.000 Einwohnern. Der Busverkehr in Detmold und Umgebung wurde hauptsächlich von Post und Bahn, später vom „Geschäftsbereich Bahnbus“ und ab den 1990er Jahren von dem regionalen Deutsche-Bahn-Tochterunternehmen Busverkehr Ostwestfalen GmbH (BVO) betrieben. Eine Unterscheidung zwischen Stadt- und Regionalverkehr bestand nicht, allgemeiner Linienendpunkt war der Bahnhof Detmold. Durch die erhebliche Zunahme des Individualverkehrs und organisatorische Mängel gingen die Fahrgastzahlen erheblich zurück.
Anfang der 1990er Jahre entstanden Überlegungen, ein neues innerstädtisches Verkehrsnetz zu schaffen. 1993 erfolgte die Gründung der SVD als Gemeinschaftsunternehmen der Stadtwerke Detmold und der Busverkehr Ostwestfalen GmbH (BVO). Am 29. Mai 1994 wurde als erste Linie eines neuen Detmolder Stadtbusnetzes die Linie 701 zwischen Berlebeck und Pivitsheide V. L. in Betrieb genommenen. Kennzeichen des neuen Angebots gegenüber den bisherigen und noch bestehenden Buslinien waren ein verdichteter Takt mit direkten Anschlüssen zu den Regionalzügen, eine durchgehende Streckenführung über den Bahnhof hinaus sowie übersichtlichere Fahrplanaushänge.
Das Motto, mit dem das neue Unternehmen Fahrgäste anwerben wollte, war „nicht staunen – mitfahren“, womit auch auf die klimatisierten und damals neuartigen Niederflurbusse aufmerksam gemacht werden sollte. Da die Fahrgastzahlen in kurzer Zeit stark anstiegen, entschied man sich bereits ab 1995 das Angebot Detmolder Stadtbus auf weitere innerstädtische Strecken auszudehnen. Schrittweise entstand ein Stadtbussystem mit heute acht Linien. Parallel dazu erfolgten Linienverkürzungen im Regionalbusverkehr. Die zuletzt eingeführten Stadtbuslinien (707/709) verkehren mit gleichen Taktabständen wie Regionallinien.

## Konzept
Das Stadtbusnetz ist sternförmig um den zentralen Umsteigepunkt Bahnhof Detmold angeordnet, Die Hauptlinien sind Durchmesserlinien und beginnen bzw. enden nicht am Bahnhof, Fahrgäste zum zweiten zentralen Punkt Rosental im Stadtzentrum müssen daher nicht umsteigen. Auch ein Rendezvous-System, wobei alle Linien gleichzeitig ankommen und kurze Zeit später gleichzeitig wieder abfahren, besteht nicht. Dadurch entstehen kurze Taktabstände bei Fahrten Bahnhof–Zentrum (auf Teilabschnitten auch weit darüber hinaus) durch parallel verlaufende Linien. Wartezeiten auf Anschlussbusse an einem Treffpunkt entfallen in den durchgehenden Linien ebenfalls. Auch die Umweltbelastung wird reduziert, da die Busse nicht gleichzeitig hintereinander, sondern mit zeitlichem Abstand fahren.
Um die Bekanntheit des Systems zu erhöhen, wird auf großflächige Fahrzeugwerbung verzichtet. Die Busse fahren als „Weiße Flotte“ mit gelbem Strich durch das Stadtgebiet.
Ein wesentlicher Bestandteil des Konzepts sind preiswerte Tarifangebote und ein übersichtliches Tarifsystem. Dazu werden ermäßigte Zeitkarten (Umwelt-Abo und 9-Uhr-Monatskarte) sowie seit 2009 ein spezielles Familien-Ticket („Sechser-Abo“ plus Kinder-Abo) angeboten.
Einige Ortsteile (z. B. Loßbruch, Diestelbruch, Hornoldendorf) werden nur vom Regionalverkehr bedient. Regionalbusse sind nicht in das Stadtnetz integriert, in einigen Bereichen bestehen Parallelbedienungen (u. a. Linie 390 in Richtung Pivitsheide – Augustdorf).

### Betriebszeiten
Detmolds Stadtbusse verkehren von Montag bis Samstag von 5:00 – 21:30 Uhr. An Sonn- und Feiertagen verkehren sie von 11:00 – 21:30 Uhr. Im Anschluss an die Betriebszeiten werden Anrufsammeltaxen (AST) angeboten. Diese bedienen außerdem abgelegene Stadtteile ohne Stadtbusanschluss. Es wird ein Zuschlag zum Normaltarif erhoben.

## Liniennetz
Stand: Januar 2012
| Linie | Linienverlauf                                                                                 | Taktfolge Mo.–Fr.     |
| ----- | --------------------------------------------------------------------------------------------- | --------------------- |
| 701   | Berlebeck – Heiligenkirchen – Freilichtmuseum – Bahnhof – Heidenoldendorf – Pivitsheide V. L. | 15 Minuten            |
| 702   | Kreishaus – Bahnhof Bahnhof – Spork-Eichholz – Rödlinghausen, Meiersfelder Straße             | 15 Minuten 30 Minuten |
| 703   | Hiddesen, Sternschanze – Freilichtmuseum – Bahnhof – Herberhausen                             | 30 Minuten            |
| 704   | Hiddesen, Sternschanze – Fachhochschule – Bahnhof – Jerxen-Orbke, Oetternstraße               | 30 Minuten            |
| 706   | Bahnhof – Heidenoldendorf – Pivitsheide – Lage-Hörste                                         | 60 Minuten            |
| 707   | Freiligrathschule – Klinikum – Bahnhof                                                        | 60 Minuten            |
| 708   | Bahnhof – Hohenloh – Herberhausen – Brokhausen                                                | 60 Minuten            |
| 709   | Bahnhof – Spork-Eichholz – Remmighausen – Ellernberg – Meiersfeld, Gilde-Zentrum              | 60 Minuten            |

Sonntags besteht auf den Linien 701 bis 704 und 708 ein Stundentakt, Linien 706, 707 und 709 kein Betrieb.
Außerdem verkehrt die Linie 707ALF (Anrufbus) zwischen Bahnhof und Schützenberg.

## Nahverkehrstarif
Detmold gehört zum Westfalentarif. Die Stadtverkehrsgesellschaft verkauft für das Stadtgebiet eine ermäßigte 9-Uhr-Monatskarte sowie ein Umwelt-Abo. Außerdem wird der NRW-Tarif und das Deutschlandticket anerkannt.

## Fahrzeuge
Im Stadtbusnetz werden 20 Busse eingesetzt (Stand: 1. Januar 2012):
| Anzahl | Typ                | Daten                                       |
| ------ | ------------------ | ------------------------------------------- |
| 16     | MAN Lions City A21 | 12 Meter lang, dreitürig mit 31 Sitzplätzen |
| 4      | MAN Lions City A23 | 18 Meter lang, dreitürig mit 51 Sitzplätzen |

Bei Engpässen und im Schülerverkehr kommen weitere Fahrzeuge von anderen Unternehmen zum Einsatz. In der Anfangszeit des Stadtnetzes wurden von der BVO Neoplan N 4011, Neoplan 4416 sowie Mercedes-Benz O 530 Citaro eingesetzt.

## Besonderes
Einige Fahrzeuge der Linien 701 bis 709 sind mit Briefkästen der Deutschen Post AG ausgerüstet.